# Denisz Pojacika
Denisz Pojacika (ukránul: Денис Пояцика; Kremencsuk, 1985. április 29.) ukrán ökölvívó.

## Amatőr eredményei
- 2006-ban Európa-bajnok nehézsúlyban. A negyeddöntőben Darmos Józsefet, az elődöntőben az azeri Elchin Alizadet és a döntőben az orosz Roman Romancsukot győzte le.
- 2007-ben nem szerzett érmet a világbajnokságon, már a nyolcaddöntők során kikapott az általa az előző évben legyőzött Alizadetől.